# Коженко Володимир Олександрович
Володи́мир Олекса́ндрович Коже́нко (1982—2023) — український військовослужбовець, молодший лейтенант, учасник російсько-української війни, кавалер Богдана Хмельницького III ступеня.

## Життєпис
Народився 13 серпня 1982 році в селі Великий Бобрик, Краснопільського району, Сумської області[джерело?]. Після закінчення у 2004р. Сумського державного університета з відзнакою, працював методистом на станції юних натуралістів в м. Конотоп, а пізніше вчителем географії в Конотопському ліцеї № 9. Також в різний час  працював в садівництві і на будівництві.
Мобілізований 10 липня 2023-го. Після двохмісячної військової підготовки й проходження офіцерських курсів направлений командиром до 1-го десантно-штурмового взводу 2-ї десантно-штурмової роти 1-го десантно-штурмового батальйону 95-ї бригади.
18 листопада 2023-го під час відбиття наступу ворога в районі села Синьківка Харківської області зазнав важкого поранення від скидання гранати з дрона. Помер 30 грудня 2023 року в госпіталі від отриманих раніше травм.
Похований в Конотопі 5 січня 2024 року. Цього дня в місті оголошено жалобу.

## Нагороди та вшанування
- Орден Богдана Хмельницького III ступеня[4].
- Звання «Почесний громадянин Конотопа»[5].